# Casarão em Luxemburgo
O Casarão em Luxemburgo, em Santa Leopoldina, foi construído no final do século XIX, por Joseph Vervloet. É um bem cultural tombado pelo Conselho Estadual de Cultura do Espírito Santo, inscrição no Livro do Tombo Histórico sob o nº 32 a 68, folhas 4v a 7v.

## Importância
No livro "Arquitetura: Patrimônio Cultural do Espírito Santo", publicado pela Secretaria de Cultura do Espírito Santo em 2009, explica-se que essa edificação foi construída no Núcleo Luxemburgo, povoado pela família Braver, em terras altas localizadas distante da então sede da colônia. O sobrado denominado "Casarão em Luxemburgo" está localizado no alto de uma serra, encravado mp cprte de um morre e às margens de um córrego, tendo uma pequena ponte perto de si.
Sua descrição é: "O sobrado tem sua planta retangular acentuada pela cobertura e pela ritmada disposição das portas e janelas sobre as fachadas. Um telhado em quatro águas, a cobertura está confeccionada com telhas-francesas, substitutivas das tabuinhas, muito utilizadas pelos colonos alemães. Ao beiral, em cachorrada e revestido com frisos de madeira, foram acrescidas calhas instaladas ao redor de toda a cobertura". Além disso, "Das fachadas da edificação, a frontal se destaca pelo domínio de sua presença e pelo conjunto resultante do enfileiramento de seis portas com verga de madeira em arco abatido e bandeira em ferro. Estas aberturas são sobrepostas por seis janelas fechadas em madeira e vidro, e arrematadas com vergas retas e bandeiras com as mesmas características. No pavimento superior da fachada lateral direita, há três janelas iguais às existentes na fachada principal. A fachada posterior possui uma janela ao nível do térreo sobreposta por outras três, todas com o mesmo tratamento das demais".

## Tombamento
O edifício foi objeto de um tombamento de patrimônio cultural pelo Conselho Estadual de Cultura, de número 05, em 30 de julho de 1983, Inscr. nº 32 a 68, folhas 4v a 7v. O processo de tombamento inclui quase quarenta imóveis históricos de Santa Leopoldina. No ato de tombamento, é listada como proprietária a Cúria Metropolitana de Vitória.
O tombamento desse edifício e outros bens culturais de Santa Leopoldina foi principalmente decorrente da resolução número 01 de 1983, em que foram aprovadas normas sobre o tombamento de bens de domínio privado, pertencentes a pessoas naturais ou jurídicas, inclusive ordens ou instituições religiosas, e de domínio público, pertencentes ao Estado e Municípios, no Espírito Santo. Nessa norma foi estabelecido que, entre outros pontos:
- "O tombamento de bens se inicia por deliberação do CEC “ex-offício”, ou por provocação do proprietário ou de qualquer pessoa, natural ou jurídica, e será precedido, obrigatoriamente, de processo", ponto 3;
- "Em se tratando de bem(s) pertencente(s) a particular(es), cujo tombamento tenha caráter compulsório, e aprovado o tombamento, o Presidente do CEC expedirá a notificação de que trata o artigo 5°. I do Decreto n° 636-N, de 28.02.75, ao interessado que terá o prazo de 15(quinze) dias, a contar do seu recebimento, para anuir ou impugnar o tombamento", ponto 12.[3]

As resoluções tiveram como motivador a preservação histórico-cultural de Santa Leopoldina contra a especulação imobiliária, que levou à destruição de bens culturais à época.